# Henriette Browne
Sophie Bouteiller, mer känd under pseudonymen Henriette Browne, född 16 juni 1829 i Paris, död 14 mars 1901 i samma stad, var en fransk konstnär. Hon målade främst genremotiv och orientaliska verk.

## Biografi
Sophie Bouteiller föddes år 1829 i Paris som dotter till greveparet de Bouteiller. Hennes far härstammade från en urtida bretonsk ätt, men modern hade svårt att försörja en son från ett tidigare äktenskap och insisterade därför på att Sophie skulle få en god utbildning för att inte få liknande problem i framtiden. Vid 17 års ålder bestämde hon sig för satsa på en karriär inom konst och blev år 1849 elev till Emile Perrin. Två år senare deltog hon i Charles Chaplins lektioner för kvinnliga konstnärer, där hon fick studera modeller och kopiera verk i Louvren. Under denna tid började hon använda pseudonymen Henriette Browne, hennes mormors namn, för att hålla konstnärskapet skilt från hennes offentliga liv då det ansågs opassande för en kvinna av hennes stånd att försörja sig som konstnär. År 1853 ställde hon ut på Parissalongen för första gången, vilket hon därefter gjorde regelbundet fram till 1878. Samma år gifte hon sig med Jules de Saux, diplomat och sekreterare till greve de Walenski. På grund av sin makes yrke reste hon mycket, vilket hon använde för artistisk inspiration. Bland annat besökte de Nederländerna, Italien, Konstantinopel, Marocko, Egypten och Syrien.
År 1879 hade Browne till stor del slutat ställa ut sina verk och kunde se tillbaka på en framgångsrik karriär som internationellt känd yrkeskonstnär. Hon var en av grundarna av Société nationale des beaux-arts 1862 och hade 1894 valts in som hedersmedlem i Royal Institute of Painters in Water Colours. Hon dog i början av år 1901.

## Konstnärskap
Browne började sin karriär med genremålningar, som både var populära och lockade mecenater. Hon vann tredje klassens guldmedalj på Parissalongerna 1855, 1857 och 1859, och ställde även ut fem av sina verk, som alla blev sålda, vid Världsutställningen 1855. Hennes genremåleri under 1850-talet sponsrades rentav av kejsar Napoleon III och kejsarinnan Eugenie. Hon hade många kunder både i Frankrike och Storbritannien, och fick beröm av kritiker som Theophile Gautier. I Storbritannien blev hennes konst en del i den viktorianska debatten om kvinnors roll i konstvärlden, och till skillnad från Rosa Bonheur sågs hennes måleri som ett uttryck för kvinnlig dygd
År 1860 följde hon med på en resa som bland annat gick genom Nederländerna, Rom, Neapel och Konstantinopel. Hon stannade i Konstantinopel i två veckor och följde med konstnären Mary Walker på ett besök till Fatma Sultan, dotter till sultanen Abdulmejid I, i dennes harem, vilket blev inspiration till två målningar hon ställde ut vid sin återkomst till Frankrike.Hennes målningar visade en mer vardaglig och mindre sexualiserad bild av haremet än vad som var vanligt för västerländsk konst.

## Galleri

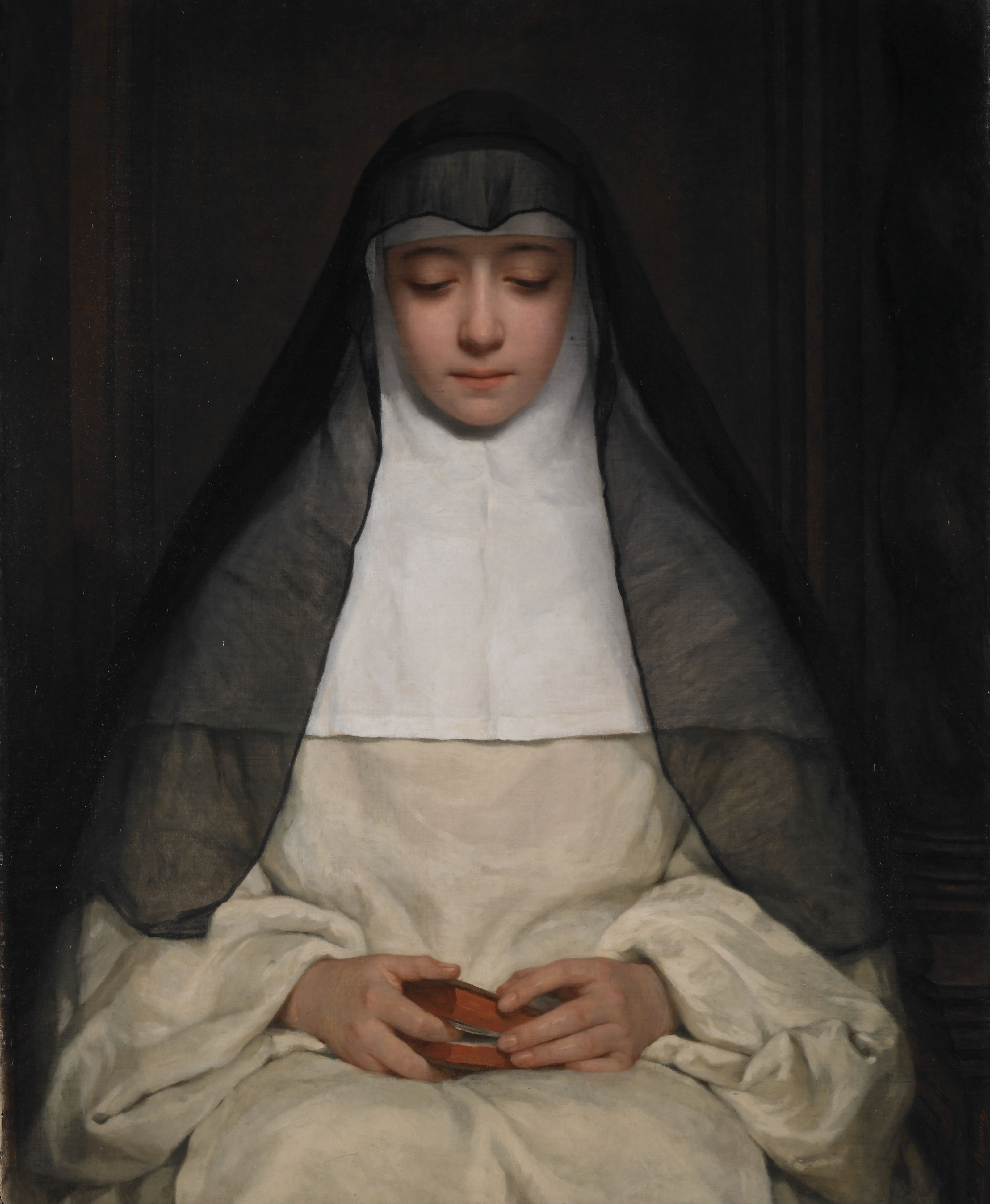
La Religieuse, 1859
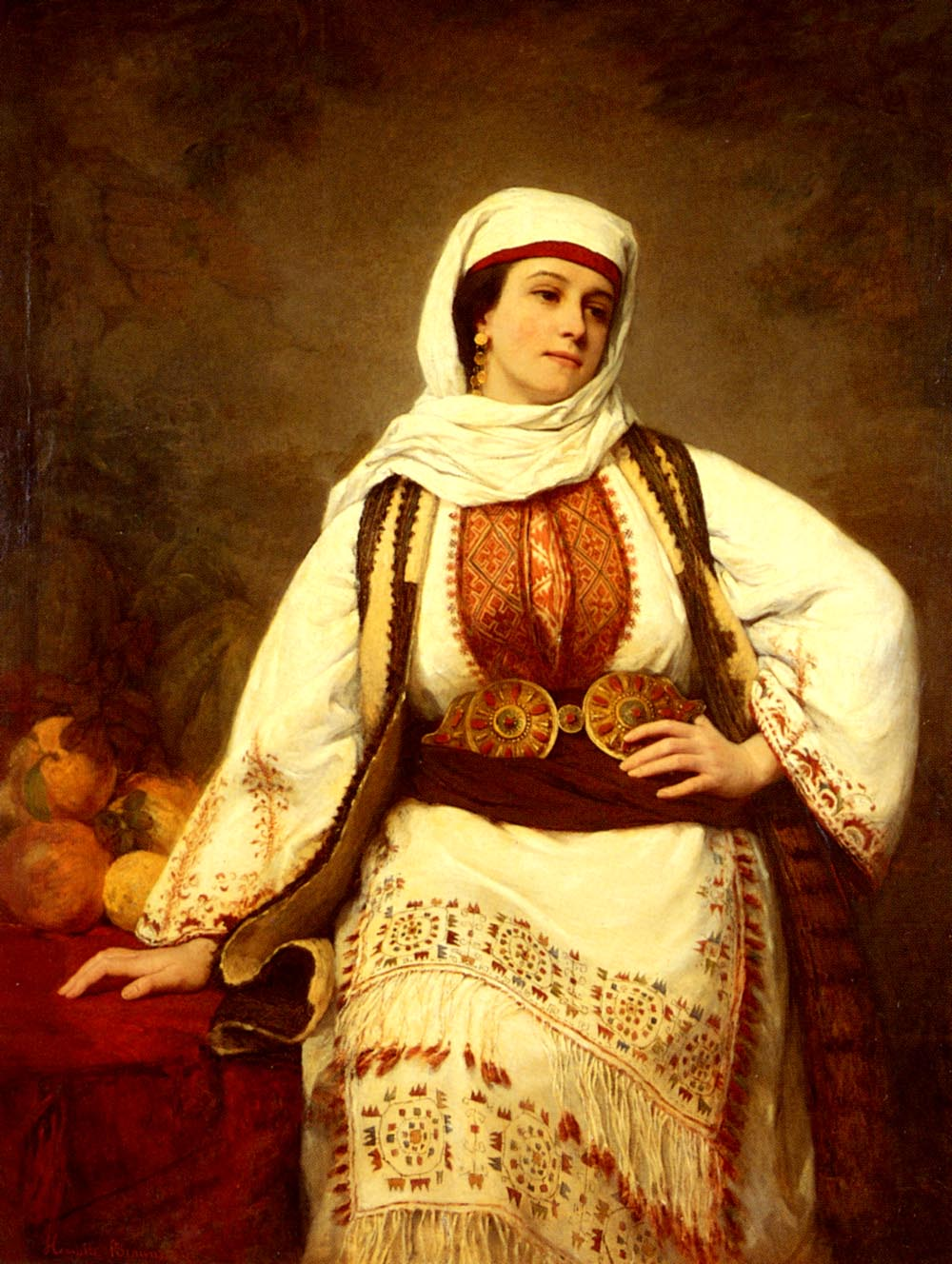
Une Beauté Orientale, 1861
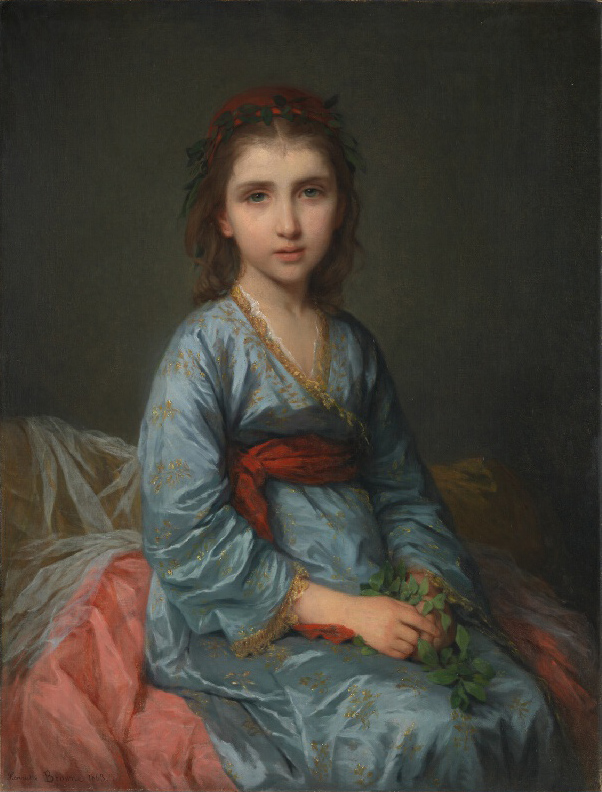
La Captive Grecque, 1863
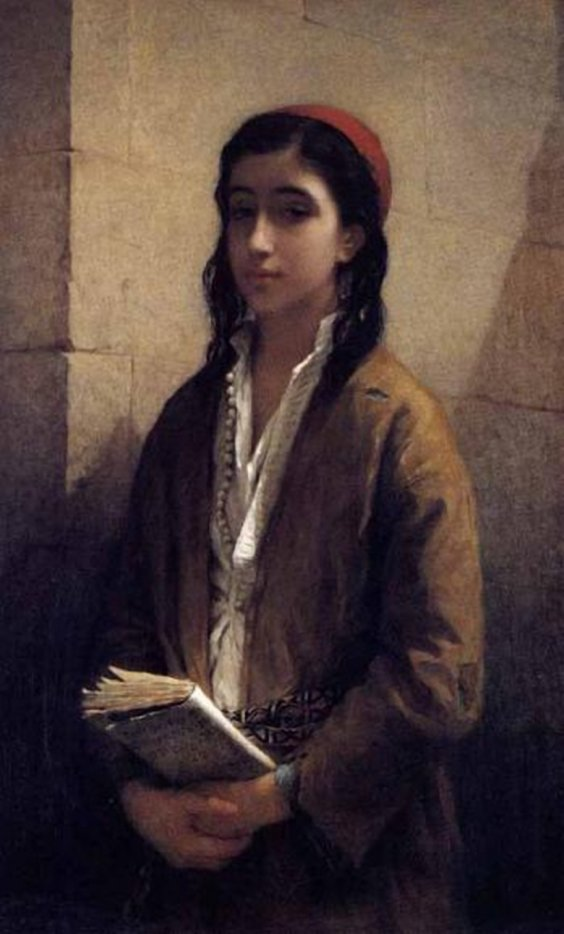
La belle juive, 1865
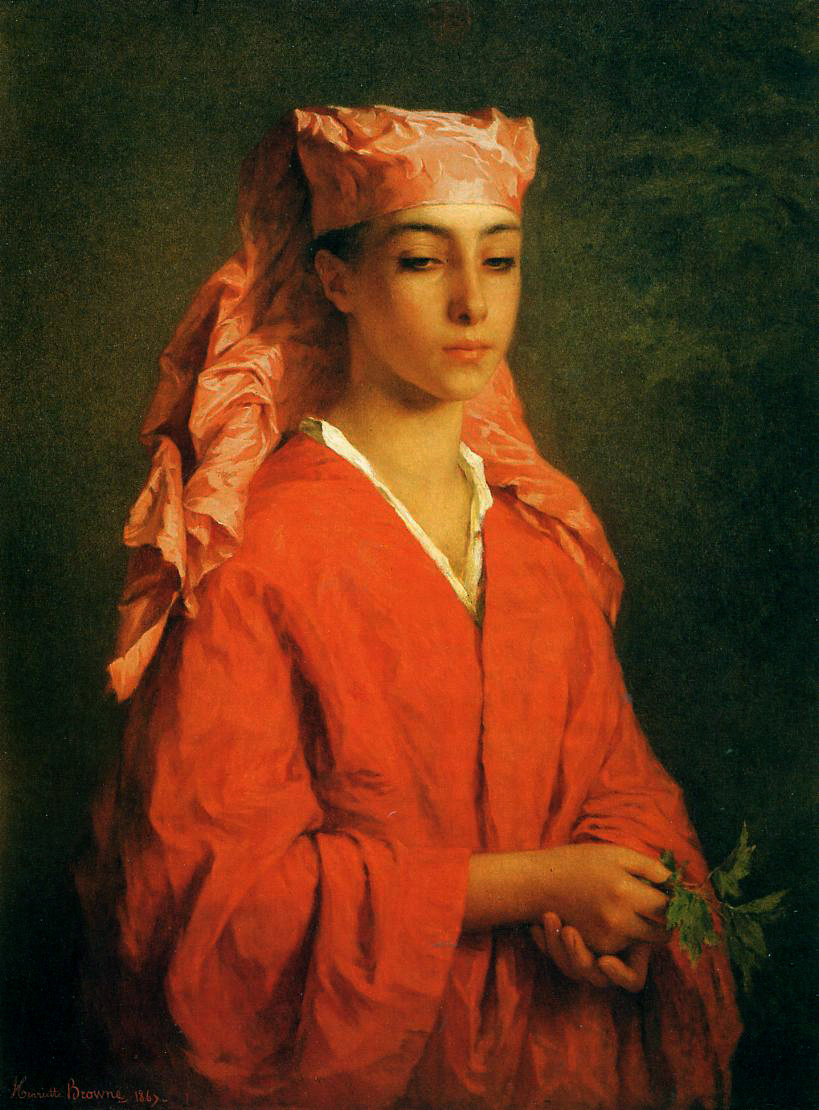
Fellah nord-africaine, 1867
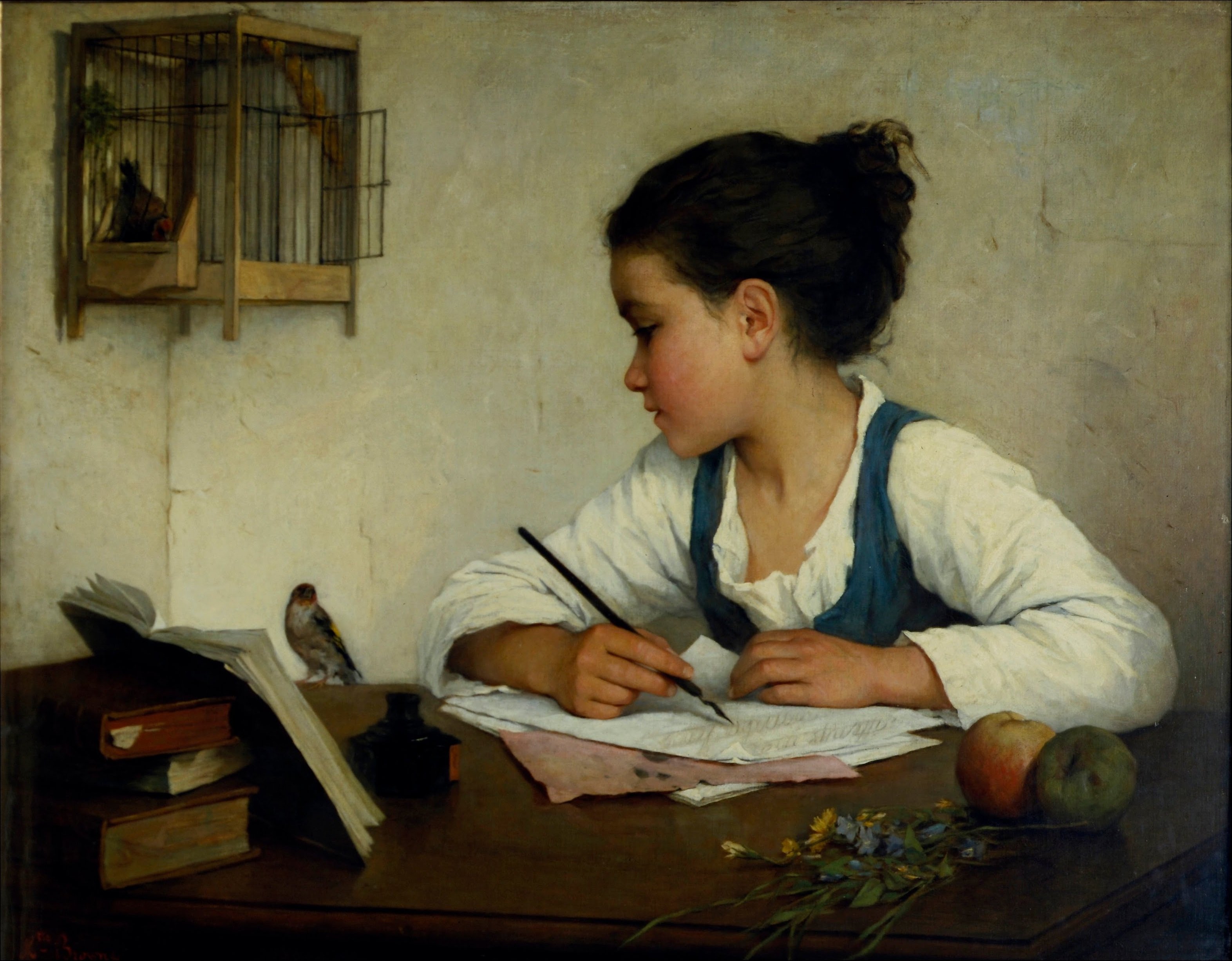
Enfant écrivant, ca 1870